# Pablo de Rokha
Pablo de Rokha, pseudonimo di Carlos Díaz Loyola (Licantén, 17 ottobre 1894 – Santiago del Cile, 10 dicembre 1968), è stato un poeta cileno.

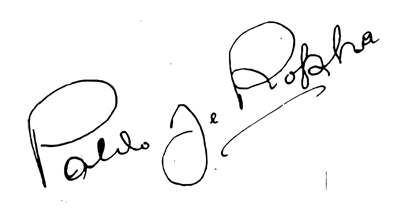
Firma di Pablo de Rocka

De Rokha è considerato uno dei quattro grandi poeti nazionali del Cile, insieme a Pablo Neruda, Vicente Huidobro e Gabriela Mistral.

## Giovinezza e studi
Nacque nella cittadina cilena di Licantén da José Ignacio Díaz Alvarado e da Laura Loyola de Toledo. Era il maggiore di 19 fratelli. Il padre proveniva da una famiglia dell'aristocrazia terriera, ma trovandosi in difficoltà economiche aveva dovuto accettare diversi lavori come amministratore di fattorie o capo delle guardie doganali sulla cordigliera. In queste condizioni Pablo de Rokha trascorre la sua infanzia nella fattoria di Pocoa de Corinto, amministrata da suo padre, e poi accompagnando quest'ultimo nei suoi viaggi sulle Ande.
Nel 1901 cominciò a frequentare la scuola pubblica a Talca. Subito dopo, nel 1902, entrò nel Seminario di San Pelayo de Talca, dal quale fu espulso nel 1911 per eresia e ateismo, anche se la vera causa fu il fatto che era stato scoperto a leggere autori proibiti dalla Chiesa come Voltaire, Friedrich Nietzsche e Rabelais. A questo periodo risale il suo esordio nella poesia, sotto lo pseudonimo di Job Díaz, che in seguito mutò in L'amico de Piedra (L'amico di Pietra).

## Esordi poetici e militanza politica
Nello stesso anno si trasferì a Santiago del Cile per completare gli studi superiori e, nel 1912 si iscrisse all'Università del Cile con l'idea di studiare giurisprudenza o ingegneria, ma finendo poi per abbandonare gli studi.
Segue un periodo piuttosto duro per il futuro poeta che si impegna a scrivere per diversi periodici come La Razón e La Mañana. Entrò in contatto con altri intellettuali cileni come Vicente Huidobro, Pedro Sienna e Ángel Cruchaga Santa María. De Rokha pubblicò le sue prime poesie a Santiago, sulla rivista universitaria degli studenti, Juventud.
Tornato a Talca nel 1914, ricevette in dono un libro di poesie, firmato Juana Inés de la Cruz e intitolato Lo que me dijo el silencio ("Ciò che mi disse il silenzio"). Anche se criticò con asprezza i contenuti delle poesie, De Rokha finì per innamorarsi della sconosciuta poetessa e si ritrasferì a Santiago per cercarla. Il 25 ottobre 1916 sposò Luisa Anabalón Sanderson, vero nome della poetessa che poi avrebbe assunto lo pseudonimo di Winétt de Rokha. Tra il 1922 e il 1924 De Rokha visse a San Felipe y Concepción, dove fondò la rivista Dinamo. Si avvicinò al movimento anarchico e collaborò con il Fronte Popolare che contribuì all'elezione a presidente del Cile di Pedro Aguirre Cerda nel 1938. In questi anni gli nacquero nove figli, fra i quali Carlos, che in seguito divenne poeta, Lukó e José che divennero pittori. Due di essi morirono durante l'infanzia.

## Esilio in Argentina e ritorno in patria
Nel 1944 il presidente Juan Antonio Ríos lo nominò ambasciatore culturale del Cile in America e il poeta cominciò un lungo viaggio attraverso i 19 paesi del continente. Dopo continui viaggi, de Rokha si fermò in Argentina. Il nuovo presidente del Cile, Gabriel González Videla aveva promulgato la Legge per la difesa della democrazia e aveva scatenato una repressione contro il partito comunista e gli anarchici. Dopo alcuni anni di esilio, nel 1949, de Rokha poté fare ritorno nel suo paese. Sua moglie, Winétt, arrivò in Cile già malata di tumore e morì nel 1951. Nel 1953 De Rokha pubblicò Fuego negro (Fuoco nero), un'elegia amorosa dedicata alla sua defunta moglie.

## La polemica con Neruda e gli ultimi anni
Nel 1955 diede alle stampe il saggio biografico Neruda y yo (Neruda ed io), un'aspra critica del poeta premio Nobel.
Nel libro, Pablo Neruda veniva accusato di essere un plagiario e di aver ingannato i lavoratori con la sua poesia falsamente militante. La polemica con Neruda continuò fino al 1960, quando de Rokha pubblicò Genio del pueblo ("Genio del popolo"), una satira contro Neruda, scritta con lo pseudonimo di Casiano Basualto. La vita di de Rokha, già tormentata dal dolore per la scomparsa prematura della moglie, diventò ancora più dolorosa a causa del suicidio del figlio Carlos, nel 1962. Nel 1965 ricevette il Premio Nazionale di Letteratura del Cile, a proposito del quale dichiarò: «Mi è arrivato tardi, quasi per gentilezza e perché credevano che non avrei più dato fastidio a nessuno». Nel 1967 pubblicò il suo ultimo libro, Mundo a mundo: Francia (Mondo a mondo: Francia). Il 10 settembre 1968, a 73 anni di età, sconvolto dalla morte del figlio Pablo e del suo miglior amico, Joaquín Edwards Bello, Pablo de Rokha si suicidò sparandosi in bocca.

## Opere
Versos de la infancia, (1916)
Sátira, (1918)
Los gemidos, (1922)
Cosmogonía, (1925)
U, (1926)
Heroísmo sin alegría, (1927)
Ecuación, (1929)
Jesucristo, (1935)
- Oda a la memoria de Máximo Gorki, (1936)
- Moisés, (1937)
- Gran temperatura, (1937)
- Cinco cantos rojos, (1938)
- Morfología del espanto, (1942)
- Canto al ejército rojo, (1944)
- Poemas continentales, (1945)
- América: los cinco estilos del Pacífico, (1948)
- Arenga sobre el arte, (1949)
- Carta Magna del continente, (1949)
- Fusiles de sangre, (1950)
- Funeral por los héroes y los mártires de Corea, (1950)
- Fuego negro, (1953)
- Arte grande o ejercicio del realismo, (1953)
- Antología, (1954)
- Neruda y yo, (1955)
- Idioma del mundo, (1958)
- Genio del pueblo, (1960)
- Acera e invierno, (1961)
- Canto de fuego a China Popular, (1963)
- China Roja, (1964)
- Estilo de masas, (1965)
- Mundo a mundo: Francia, (1967)
- El amigo Piedra, (postumo, 1989)